# Isidore Geoffroy Saint-Hilaire
Pour les articles homonymes, voir Geoffroy Saint-Hilaire et Saint-Hilaire.
Isidore Geoffroy Saint-Hilaire, né en 1805 dans l'ancien 12e arrondissement de Paris et mort en 1861 dans le 5e arrondissement de Paris, est un zoologiste français.

## Biographie
Isidore Geoffroy Saint-Hilaire est le fils du naturaliste et zoologiste Étienne Geoffroy Saint-Hilaire (1772-1844) et de Pauline Brière de Mondétour, fille d'Isidore-Simon Brière de Mondétour (1753-1810). Il est né au 33, rue de Seine le 16 décembre 1805,. Sa naissance est notamment déclarée par Frédéric Cuvier, ami de la famille. Isidore est l'aîné de deux sœurs jumelles nées le 5 décembre 1809 à Paris.
Très tôt, il montre son aptitude pour les mathématiques, mais, finalement, il s'oriente vers l'histoire naturelle et la médecine. En 1824, il devient assistant-naturaliste de son père.
Il poursuit l'œuvre de son père qui avait étudié et classé de nombreuses monstruosités comme la célosomie, la cyclopie, l'anencéphalie, les monstres doubles en précisant la classification. Il nomme cette science tératologie.
De 1832 à 1837, il publie son œuvre principale sur la tératologie, Histoire générale et particulière des anomalies de l'organisation chez l'homme et les animaux (abondamment cité par de nombreux auteurs, dont Charles Darwin entre autres dans son ouvrage The variation of animals and plants under domestication [De la variation des animaux et des plantes à l'état domestique]).
En 1829, il prend en charge les cours de son père consacrés à l'ornithologie. Durant les trois années qui suivent, il enseigne la zoologie et la tératologie à l'École pratique. Il devient membre de l'Académie des sciences en 1833. En 1837, il enseigne à la faculté des sciences de Paris et, l'année suivante, se rend à Bordeaux pour y organiser une faculté du même genre.
Il devient successivement inspecteur de l'Académie de Paris en 1840, puis professeur au Muséum national d'histoire naturelle dont il devient le secrétaire du comité administratif. Après le départ de son père en 1841, il est inspecteur-général des universités en 1844 et membre du conseil royal pour l'instruction publique en 1845. À la mort d'Henri-Marie Ducrotay de Blainville (1777-1850), il est nommé professeur de zoologie à la faculté des sciences.
Il fonde la Société zoologique d'acclimatation, inaugurée le 6 octobre 1854 et qui devient la Société impériale zoologique d'acclimatation en 1855 lorsqu'elle est reconnue d'utilité publique.
Le 6 octobre 1854, a lieu l'inauguration de la Société impériale zoologique d'acclimatation, dont il devient le président. Napoléon III offre 19 hectares dans le bois de Boulogne. La Société se propose alors de concourir à l'introduction, à l'acclimatation et à la domestication des espèces d'animaux utiles ou d'ornement, au perfectionnement et à la multiplication des races nouvellement introduites ou domestiquées. Après l'Empire, le programme d'étude s'étend aux végétaux. Les événements politiques amènent une modification du nom de la société en Société nationale d'acclimatation de France.
En 1857, il donne des cours de zoologie en 3e année de la section des sciences de l'École normale supérieure.
Isidore Geoffroy Saint-Hilaire meurt chez lui, dans ce qui est aujourd'hui le poste des gardes du Muséum au 55, rue Cuvier, le 10 novembre 1861.
Le fils d'Isidore Geoffroy Saint-Hilaire et de son épouse Louise Blacque-Belair (fille de François-Charles Blacque-Belair), Albert Geoffroy Saint-Hilaire (1835-1919), dirige le jardin d'acclimatation de Paris.

## Principaux travaux
Suit une liste de ses principaux travaux :
- Mémoire sur une chauve-souris américaine formant une nouvelle espèce dans le genre Nyctinome. Paris, Tastu, 1824. in-8o, 15 pages, 1 planche dépliante
- Propositions sur la monstruosité considérée chez l'homme et les animaux. Thèse présentée et soutenue à la Faculté de Médecine de Paris le 14 août 1829. Paris, Didot le Jeune, 1829. In-4°, 75 pages.
- Principes de philosophie zoologique, Paris, Pichon et Didier, 1830.
- Histoire générale et particulière des anomalies de l'organisation chez l'homme et les animaux, 1832-1837 : [tome I (1832)], [tome II (1836)], [tome III (1836)], [Atlas 20 planches et Table des matières (1837)]
- avec Adrien Antelme, Galerie zoologique ou exposé analytique et synthétique de l'histoire naturelle des animaux : sous la direction d'Isidore Geoffroy Saint-Hilaire, Bibliothèque universelle de la jeunesse, 1837.
- « Notice sur la zoologie », dans Encyclopédie du XIXe siècle, Paris, 1838 (lire en ligne), p. 741-769.
- Essais de zoologie générale, ou de mémoires et notices sur la zoologie générale, l'anthropologie et l'histoire de la science, Paris, Librairie encyclopédique de Roret, 1841, 541 p., in-8° (lire en ligne).
- Description des mammifères : nouveaux ou imparfaitement connus de la collection du Muséum d'histoire naturelle et remarques sur la classification et les caractères des mammifères : Premier mémoire. Famille des Singes, éd. par le Museum, 1843, 352 p. (lire en ligne).
- Vie, travaux et doctrine scientifique d'Étienne Geoffroy Saint-Hilaire, éd. Pierre Bertrand, O. Des Murs,, 1847, 498 p. (lire en ligne).
- « Zoology », dans Abel Aubert Du Petit-Thouars, I. Geoff. St-Hil.,  Florent Prévost, Auguste Henri André Duméril, M. Valenciennes et William Healey Dall, Voyage autour du monde sur la frégate la Vénus pendant les années 1836-1839, 1846 (lire en ligne).
- Acclimatation et domestication des animaux utiles, Paris, Dusacq, Librairie Agricole de la Maison Rustique, 1849, 534 p. (lire en ligne) (4e éd. 1861 sur Google Livres)
- Domestication et naturalisation des animaux utiles (rapport général à M. le ministre de l'Agriculture), Paris, Dusacq, Librairie Agricole de la Maison Rustique, 1854, 3e éd. (1re éd. 1849), 540 p. (lire en ligne).
- I.G.S.H., Florent Prévost et Pucheran, Catalogue méthodique de la collection des mammifères, de la collection des oiseaux et des collections annexes (du Muséum d'histoire naturelle de Paris), Paris, Gide et Baudry, 1851 (lire en ligne).
- Lettres sur les substances alimentaires et particulièrement sur la viande de cheval, Paris, éd. Victor Masson, 1856, 284 p. (lire en ligne).
- Histoire naturelle générale des règnes organiques, 1854-1862, en 3 volumes (dont tome I (1854), tome II (1859), tome 3 (1860)), qu'il n'aura pas le temps d'achever.
- « Sur des femelles de faisans à plumage de mâles », Mémoires du Muséum d'histoire naturelle, vol. 12, Paris, Dufour, 1825.

## Distinctions
Isidore Geoffroy Saint-Hilaire est membre de l'ordre national de la Légion d'honneur :
- Chevalier de la Légion d'honneur le 29 avril 1836
- Officier de la Légion d'honneur le 15 avril 1845
- Commandeur de la Légion d'honneur le 13 août 1861

## Hommage
Une des sculptures en bas-relief, toujours visibles, ornant la façade du bâtiment de 1907 ayant hébergé les services vétérinaires des abattoirs de Vaugirard, au 106, rue Brancion à Paris, lui rend hommage, représentant son visage de profil.